# Морисвил (Њујорк)
Морисвил (енгл. Morrisville) град је у америчкој савезној држави Њујорк.

## Демографија
По попису из 2010. године број становника је 2.199, што је 51 (2,4%) становника више него 2000. године.
| Група             | 2000.         | 2010.         |
| Белци             | 1.679 (78,2%) | 1.558 (70,9%) |
| Афроамериканци    | 305 (14,2%)   | 449 (20,4%)   |
| Азијати           | 48 (2,2%)     | 30 (1,4%)     |
| Хиспаноамериканци | 91 (4,2%)     | 147 (6,7%)    |
| Укупно            | 2.148         | 2.199         |